# Umčani (arheološko nalazište)
Umčani, arheološko nalazište u selu Umčanima, Grad Vrgorac, zaštićeno kulturno dobro

## Opis dobra
Arheološko nalazište Umčani nalazi se kod sela Umčani kod Vrgorca. Riječ je o višeslojnom nalazištu koji ima 2 faze razvoja. Prvu fazu predstavljaju 3 gomile. Najveća gomila je promjera oko 23 m i visine oko 3 m. Tumule (gomile) nije moguće točno datirati, ali za pretpostaviti je da pripadaju brončanom dobu. Drugu fazu predstavlja srednjovjekovno groblje sa stećcima koje se razvija tijekom 14. i 15. st. na dva tumula. Na najvećem tumulu do danas je sačuvano 11 stećaka-sanduka, od kojih su 3 ukrašena (križ, rozeta, zvijezda, tordirani vijenac, ruka), dok su na manjem 2 stećka-ploče, jedan ukrašen osmerokrakom zvijezdom. Na površini oba tumula vidljivi su srednjovjekovni grobovi.

## Zaštita
Pod oznakom Z-6715 zavedeno je kao nepokretno kulturno dobro - pojedinačno, pravna statusa zaštićena kulturnog dobra, klasificirano kao "arheološka baština".